# Cai Zelin
Cai Zelin (en chinois, 蔡泽林, né le 11 avril 1991 à Dali, dans le Yunnan) est un athlète chinois, spécialiste de la marche.
Son meilleur temps sur 20 km est de 1 h 18 s 47 obtenu à Taicang le 30 mars 2012. En 2013, il marche en 1 h 18 s 55, puis trois secondes de mieux en 2014 toujours dans la même ville.
Il a terminé deuxième des Championnats du monde juniors à Moncton le 23 juillet 2010 ainsi que lors de la Coupe du monde à Chihuahua le 15 mai 2010. Il a terminé quatrième des Jeux olympiques sur le Mall le 4 août 2012 en 1 h 19 s 44. Il termine à nouveau second lors de la Coupe du monde de marche 2014. Il est entraîné à Saluces, par Sandro Damilano, le frère jumeau du champion olympique italien, Maurizio Damilano. Le 7 mai 2016, il remporte la médaille d'argent du 20 km, en 1 h 19 min 34 s, et le titre mondial par équipes lors des Championnats du monde par équipes de marche 2016 à Rome.